# Дюмон, Поль-Мари
Поль-Мари́ Дюмо́н (фр. Paul-Marie Dumond СМ, 2.04. 1864 г., Лион, Франция — 19.02.1944 г., Наньчан, Китай) — епископ Римско-Католической Церкви, апостольский викарий апостольского викариата «Прибрежного Чжили» в городе Тяньцзинь, Китай с 24.04.1912 г. по 21.07.1920 г., монах из монашеского ордена лазаристов.

## Биография
10 августа 1888 года Поль-Мари Дюмон был рукоположён в священника. 27 апреля 1912 года Святой Престол образовал апостольский викариат «Прибрежный Чжили» с центром в городе Тяньцзинь, апостольским викарием которого назначил Поль-Мари Дюмона. 30 июня 1912 года Поль-Мари Дюмон был рукоположён в епископа. После своего назначения Поль-Мари Дюмон приступил к строительству на территории французской концессии собора святого Иосифа. Поль-Мари Дюмон также основал католическую школу при соборе и открыл католическую больницу для нуждающихся, в которой работали монахини.
21 июля 1920 года Поль-Мари Дюмон был назначен новым апостольским администратором апостольского викариата Цзянси в провинции Ганьчжоу. 3 июля 1931 года его назначили апостольским викарием апостольского викариата Наньчан.
19 февраля 1944 года Поль-Мари Дюмон скончался в Наньчане в возрасте 79 лет.

## Источник
- Catholic Hierarchy (англ.)